# Ovie Carter
Ovie Carter   (Indianola, 11 de març de 1946) és un fotoperiodista estatunidenc afroamericà. Va treballar per al Chicago Tribune de 1969 a 2004. Va guanyar el Premi Pulitzer d'Informació Internacional per la seva cobertura de la fam a l'Àfrica i l'Índia juntament amb el periodista William Mullen.

## Primera etapa i educació
Fill de Grover i Mary Carter, Ovie Carter va néixer i es va criar a Indianola (Mississipí). Després de graduar-se al Forest Park College el 1966, va servir durant un any a la Força Aèria dels EUA. Després va continuar els seus estudis a l'Escola de Fotografia de l'Illinois Institute of Art de Chicago.

## Biografia
Ovie Carter va començar la seva carrera l'any 1969 després de ser contractat pel Chicago Tribune com a ajudant de laboratori. Quatre mesos més tard el van ascendir a fotògraf. Els seus reportatges fotogràfics mostraven sobretot la vida a les zones urbanes pobres. Va ser el primer fotoperiodista del Chicago Tribune que va començar a representar la seva obra com a foto-narració. Per exemple, una de les seves primeres publicacions va ser un assaig fotogràfic sobre l'addicció a les drogues el 1970.
El 1973, Carter i altres tres fotoperiodistes afroamericans, Bob Black, Howard Simmons i John White, van ensenyar fotografia al South Side Community Art Center de Chicago, on també van muntar una exposició titulada Through the Eyes of Blackness. Aquesta exposició es va recuperar cinquanta anys més tard i es va inaugurar el 16 de setembre de 2023 al mateix lloc.
El 1974, Ovie Carter i William Mullen van fer un viatge de més de 16.000 km per Àfrica i l'Índia per informar sobre la fam local. Van crear la sèrie de cinc parts The Face of Hunger, per la qual van rebre el Premi Pulitzer d'Informació Internacional el 1975. A més, Carter va guanyar el primer premi al World Press Photo. Durant la seva carrera, Carter també va ser nomenat Fotògraf de l'Any per la Illinois Press Photographers Association; va guanyar el premi Club de Premsa Ultramar; el premi Edward Scott Beck de Chicago Tribune i el premi a l'excel·lència fotogràfica de l' Associació Nacional de Periodistes Negres.
El 1992, Ovie Carter i el sociòleg Mitchell Duneier van publicar el llibre Slim's Table: Race, Respectability, and Masculinity. Vuit anys més tard, van publicar La vorera. L'any 2004 el fotògraf es va jubilar.

## Publicacions seleccionades
- 1999. (amb Mitchell Duneier i Hakim Hasan) Sidewalk, Farrar Straus i Giroux,ISBN 978-0-374-52725-9
- 1992. (amb Mitchell Duneier) Slim's Table: Race, Respectability, and Masculinity, University of Chicago Press,ISBN 978-0-226-17030-5